# Torre Sant Joan
La Torre Sant Joan és un edifici al nucli de Vallbona d'Anoia (Anoia) inclòs a l'Inventari del Patrimoni Arquitectònic de Catalunya. Casa precedida de pati, coberta a dos vessants amb sostre de teules i formant barbacana. A la façana principal destaca la presència, a la planta baixa, de sis finestres disposades simètricament a banda i banda de la porta, separades entre elles per columnetes i essent, la finestra central més gran que les dels seu costat; uns arrebossant damunt seu recorden la idea de les dovelles a la part que envolta l'arc. Damunt la porta hi ha una capelleta de majòliques amb la imatge del nen Jesús protegida per una cobertura de teules a dues vessants, més amunt hi ha un òcul. S'hi accedeix per una escalinata amb barana de ferro forjat. A la reixa de la porta formant part del treball forjat s'hi llegeix : Torre Sant Juan 1935.